# Hot Like Fire
A Hot Like Fire Aaliyah amerikai énekesnő ötödik (az USA-ban negyedik) kislemeze második, One in a Million című albumáról. A dalt Missy Elliott és Timbaland írta. Dupla A-oldalas kislemezként jelent meg a The One I Gave My Heart To című dallal. A rádióknak nem a dal albumváltozatát küldték el, hanem egy remixet, a Timbaland’s Groove Mixet. A dal nem aratott nagy sikert, kevés rádióadó játszotta, és alig került fel a Top 40-be a rádiós játszásokon alapuló R&B-slágerlistán.
Aaliyah 1997. augusztus 10-én előadta a dalt a Summer Jam ‘97 rendezvényen, melyet a New York-i Hot 97 rádióadó szponzorált, valamint a VIBE talkshowban is.

## Videóklip
A dal videóklipjét Lance „Un” Rivera rendezte, koreográfusa Fatima Robinson volt. Missy Elliott, Timbaland, Changing Faces, Lil’ Kim és Junior M.A.F.I.A. is szerepelnek benne. A klip egy városban játszódik egy forró nyári napon.

## Változatok
CD maxi kislemez (Németország)
1. The One I Gave My Heart To (Radio Mix) – 3:53
2. Hot Like Fire (Timbaland’s Groove Mix) – 4:35
3. Hot Like Fire (Feel My Horns Mix) – 4:35

CD maxi kislemez (USA/Egyesült Királyság)
12" maxi kislemez (USA)
1. The One I Gave My Heart To (Radio Mix) – 3:53
2. Hot Like Fire (Album version) – 4:23
3. Hot Like Fire (Timbaland’s Groove Mix) – 4:35
4. Hot Like Fire (Feel My Horns Mix) – 4:35
5. Hot Like Fire (Instrumental) – 4:19
6. Death of a Playa (feat. Rashad)

12" maxi kislemez (Egyesült Királyság)
1. The One I Gave My Heart To (Radio Mix) – 3:53
2. Hot Like Fire (Album version) – 4:23
3. Hot Like Fire (Timbaland’s Groove Mix) – 4:35
4. Hot Like Fire (Feel My Horns Mix) – 4:35
5. Hot Like Fire (Instrumental) – 4:19

12" maxi kislemez (Egyesült Királyság; promó)
1. The One I Gave My Heart To (Radio Edit) – 3:53
2. Hot Like Fire (Timbaland’s Groove Mix) – 4:35
3. Hot Like Fire (Feel My Horns Mix) – 4:35
4. Hot Like Fire (Instrumental) – 4:19

12" maxi kislemez (USA, promo)
1. Hot Like Fire (Album version) – 4:23
2. Hot Like Fire (Timbaland’s Groove Mix) – 4:35
3. Hot Like Fire (Feel My Horns Mix) – 4:35
4. Hot Like Fire (Instrumental) – 4:19
5. Hot Like Fire (Timbaland’s Groove Mix Instrumental) – 4:35
6. Hot Like Fire (Feel My Horns Mix Instrumental) – 4:35

## Helyezések
| Slágerlista                           | Legmagasabb helyezés |
| ------------------------------------- | -------------------- |
| Brit Top 75 kislemez                  | 30                   |
| USA Billboard Hot R&B/Hip-Hop Airplay | 31                   |